# God's Fury
God's Fury är hiphopduon Outerspaces fjärde album, släppt i september 2008 på Babygrande Records. Den innehåller gästartister som Celph Titled, Vinnie Paz och Cheif Kamachi.

## Låtlista
1. "Laws of Fire (Intro)" - 1:09
2. "Hail Mary" - 3:51
3. "Quick Draw" - 4:09
4. "What the Future Holds" - 3:36
5. "Lost Battles" - 3:49
6. "Is It a Crime (Interlude)" - 1:38
7. "American Me" - 3:37
8. "Gods and Generals 2" - 4:11
9. "Living the Life" - 3:01
10. "Anointing of the Sick" - 4:51
11. "Mourning Sun (Interlude)" - 1:30
12. "Nicko" - 4:34
13. "The Killing Fields" - 4:29
14. "Love Don't Pay" - 3:29
15. "The Last Supper" - 4:59
16. "Our Father" - 3:27